# 스텀프타운
《스텀프타운》(영어: Stumptown)는 2019년부터 2020년까지 방영된 미국의 범죄 드라마이다.